# Seznam řeckých jídel
Toto je seznam významných jídel řecké kuchyně.

## Saláty, pomazánky, dipy, omáčky
| Jméno                                 | Obrázek | Popis |
| ------------------------------------- | ------- | --- |
| Řecký salát (χωριάτικη σαλάτα)        |         | Řecký salát se skládá z rajčat, nakrájených okurek, cibule, sýru feta a oliv (obvykle kalamatských oliv), typicky ochucených solí a řeckým horským oreganem s olivovým olejem. Často se také přidává nakrájená paprika, obvykle zelená. |
| Ntakos (ντάκος)                       |         | Suchý suchar z ječmene namočený v olivovém oleji a přelitý nakrájenými rajčaty, bylinkami, sýrem feta a někdy kapary. |
| Pisara (πισάρα)                       |         | Kefalonský salát s čerstvou zeleninou, sušenými rajčaty, fetou a piniovými oříšky. |
| Taramasalata (ταραμοσαλάτα)           |         | Rybí jikry, strouhanka, olivový olej, citronová šťáva. |
| Tyrokauteré (τυροκαυτερή)             |         | Pomazánka nebo dip ze sýra feta, pečené červené papriky a (zřídka) česneku. Může být pikantní. |
| Tzatziki (τζατζίκι)                   |         | Dip vyrobený z kombinace jogurtu, okurky a (obvykle) česneku. Podle chuti se přidává kopr. Obvykle se přidává olivový olej. |
| Pasta elias (πάστα ελιάς)             |         | Dip z nakrájených oliv, kapary, soli a česneku; velmi podobný tapenádě. |
| Skordalia (σκορδαλιά)                 |         | Pyré, které obvykle doprovází smaženou tresku (nazývanou bakaliaros nebo μπακαλιάρος) a v některých případech saláty. Hlavními složkami jsou brambory, česnek, olivový olej a ocet.                                                     |
| Salata koliandrou (σαλάτα κόλιανδρου) |         | Kapustový salát. |

## Chleby
| Jméno                      | Obrázek | Popis |
| -------------------------- | ------- | --- |
| Daktyla (δάκτυλα)          |         | „Venkovský“ nebo „vesnický“ chléb.                                                                                 |
| Eftazymo (εφτάζυμο)        |         | Chléb vyrobený z cizrny.                                                                                           |
| Fogatsa (φογάτσα)          |         | Sladký chléb z Korfu.                                                                                              |
| Kritsini (κριτσίνι)        |         | Tyčinky, grissini.                                                                                                 |
| Kúlúri (κουλούρι)          |         | Verze simitu. |
| Lagana (λαγάνα)            |         | Tento chléb se tradičně peče na popeleční pondělí, první den velkého půstu. Dříve nekynutý, ale dnes spíše kynutý. |
| Paximadi (παξιμάδι)        |         | Sušený chléb připravovavný z celozrnné, cizrnové nebo ječné mouky.                                                 |
| Stafidopsómo (σταφιδόψωμο) |         | Rozinkový chléb.                                                                                                   |
| Zea (ζέα)                  |         | Chléb vyráběný z farra („zea“).                                                                                    |

## Předkrmy a uzeniny
| Jméno                                        | Obrázek | Popis |
| -------------------------------------------- | ------- | --- |
| Apaki (απάκι)                                |         | Krétské uzené vepřové (nebo kuřecí) podávané studené. |
| Avgotaracho (αυγοτάραχο)                     |         | Vyrábí se hlavně v Mesologgi a západním Řecku. |
| Antzúgies (αντζούγιες)                       |         | Slané ančovičky. |
| Bakaliaros (μπακαλιάρος)                     |         | Často smažené v těstíčku a podávané se skordaliovým dipem. |
| Faba (φάβα)                                  |         | Štípaný hrášek. |
| Florinská paprika (πιπεριές Φλωρίνης)        |         | Pečené červené papriky s olivovým olejem a octem, často plněné takovými věcmi, jako je sýr feta a bylinky.                                                           |
| Smažená chobotnice (καλαμαράκια τηγανητά)    |         | Smažená chobotnice obalená v těstíčku, podávaná se solí a citronem.                                                                                                  |
| Fúska spinialo (φούσκα σπινιάλο)             |         | Mořský fík (fouska), konzervovaný v mořské vodě. Populární meze v Kalymnosu.                                                                                         |
| Garides (γαρίδες)                            |         | Krevety. |
| Ntolmadakia (ντολμαδάκια)                    |         | Plněné vinné listy s rýží. Z tureckého slova dolmy (naplnit). |
| Grilované lilky (ψητές μελιντζάνες)          |         | Lze i smažit. |
| Kolokythoanthoi (κολοκυθοανθοί)              |         | Smažené květy cukety, často plněné rýží a různými bylinkami a kořením.                                                                                               |
| Kolokythakia Téganita (κολοκυθάκια τηγανιτά) |         | Smažená cuketa. |
| Lútza (λούτζα)                               |         | Uzená vepřová panenka. |
| Lakerda (λακέρδα)                            |         | Nakládané ryby bonito podávané jako meze. |
| Lúkaniko (χωριάτικο λουκάνικο)               |         | Klobása z vepřového nebo jehněčího masa, typicky ochucená pomerančovou kůrou nebo pórkem.                                                                            |
| Númbúlo (νούμπουλο)                          |         | Korfiotská vepřová panenka. |
| Chobotnice (χταπόδι)                         |         | Obvykle grilované a podávané jako meze nebo hlavní jídlo s citronovou šťávou.                                                                                        |
| Pita (πίτα)                                  |         | Po celém Řecku se vyskytuje několik druhů pity, které se liší náplněmi, jako je sýr (τυρόπιτα), špenát (σπανακόπιτα), cuketa (κολοκυθόπιτα), zelenina (χτορττόπιτα). |
| Pitarúdia (πιταρούδια)                       |         | Cizrnový knedlík z Rhodu a Dodekan. |
| Péchté (πηχτή)                               |         | Vepřové uzeniny. |
| Safridia (σαφρίδια)                          |         | Makrela je ryba s vysokým obsahem oleje a při grilování má nádech kouřové chuti.                                                                                     |
| Spanakopita (σπανακόπιτα)                    |         | Fylový koláč se špenátem a sýrovou náplní. |
| Synklino (σύγκλινο)                          |         | Vepřová uzenina výráběná v Mani. |
| Tyropita (τυρόπιτα)                          |         | Tyropita je řecký vrstvený koláč s náplní ze sýra feta. |
| Tomatokeftedes (τοματοκεφτέδες)              |         | Rajčatové lívanečky. |
| Saganaki (σαγανάκι)                          |         | Smažený sýr. |

## Pitas
Kromě tradičních řeckých pitas, můžeme také najít různé verze tohoto pokrmu v regionech.
| Jméno                | Obrázek | Popis                                                                     |
| -------------------- | ------- | ------------------------------------------------------------------------- |
| Batzina              |         | Pita z Thesálie bez fila s dýní a sýrem batzos.                           |
| Blatsariá            |         | Zelená pita (hortopita), bez fila, se sýrem a kukuřičnou moukou. Z Epiru. |
| Kalasúna (καλασούνα) |         | Cibulový koláč z Folegandru.                                              |
| Kasiata (κασιάτα)    |         | Tiropita z Epiru a Thesálie s kukuřičnou moukou.                          |
| Plastos (πλαστός)    |         | Pita (hortopita) se zeleninou a kukuřičnou moukou. Z Thesálie.            |
| Púnkia (πουγκιά)     |         | Grilovaná pita nebo malé koláče se zeleninou. Z Rhodu.                    |

## Polévky
| Jméno                        | Obrázek | Popis |
| ---------------------------- | ------- | --- |
| Búrú-búrú (μπούρου-μπούρου)  |         | Těstovinová polévka z Korfu. |
| Faké (φακή)                  |         | Čočková polévka se obvykle podává s octem a olivami nebo uzeným sleďem.                                                             |
| Fasolada (φασολάδα)          |         | Fazolová polévka z fazolí, rajčat, mrkve, cibule, celeru, bylinek a olivového oleje.                                                |
| Kotosúpa (κοτόσουπα)         |         | Kuřecí polévka s kousky kuřete, někdy s tenkými těstovinami zvanými fides (φιδές) a často se zeleninou (mrkev atd.).                |
| Chortosúpa (χορτόσουπα)      |         | Míchaná zeleninová polévka; může zahrnovat mrkev, zelí, cuketu, cibuli a brambory. Někdy se podává se sýrem nebo jogurtem.          |
| Kinteata (κιντέατα)          |         | Kopřivová polévka. |
| Manitarosúpa (μανιταρόσουπα) |         | Houbová polévka. |
| Mageiritsa (μαγειρίτσα)      |         | Polévka z jehněčích drobů zahuštěná abgolemonem, ale běžně se přidává endivie a kopr. Tradičně se jí po půlnoční mši na Velikonoce. |
| Patsas (πατσάς)              |         | Dršťková polévka podobná chaši. |
| Psarosúpa (ψαρόσουπα)        |         | Různé rybí polévky, často včetně zeleniny. Známá rybí polévka je kakabia.                                                           |
| Regali (ρεγάλι)              |         | Jehněčí polévka z Mani. |
| Rebythada (ρεβυθάδα)         |         | Cizrnová polévka. Významná je „Rebythada Sifnos“.                                                                                   |
| Abgolemono (αβγολέμονο)      |         | Rodina omáček a polévek zahuštěných směsí žloutku a citronové šťávy.                                                                |

## Pokrmy z vajec a těstoviny
| Jméno                                             | Obrázek | Popis |
| ------------------------------------------------- | ------- | --- |
| Flómaria (φλωμάρια)                               |         | Typ dlouhých chylopitů z Lémnu. |
| Nkonkes (γκόγκες)                                 |         | Druh těstovin. |
| Chylopites (χυλοπίτες)                            |         | Vaječné těstoviny. |
| Kofto makaronaki (κοφτό μακαρονάκι)               |         | Ditalini; obvykle se podává s omáčkou z mletého masa.                                                                                       |
| Makaronia me salsa kima (μακαρόνια με σάλσα κιμά) |         | Špagety, makarony nebo jiné těstoviny s omáčkou z mletého masa.                                                                             |
| Kritharaki (κριθαράκι)                            |         | Krátké těstoviny, totožné s risoni. Lze podávat samostatně, jako přílohu k polévce (manestra), jako součást salátu nebo zapékat v kastrolu. |
| Omeleta (ομελέτα)                                 |         | Vejce vařené se zeleninou, jako je špenát, paprika, cibule, sýr a případně uzeniny.                                                         |
| Petúra/Petila (πέτουρα/πέτιλα)                    |         | Ručně vyráběné vaječné těstoviny z Makedonie. Tvarem podobné papardelle. Často se podávají s rajčatovou omáčkou.                            |
| Strapatsada (στραπατσάδα)                         |         | Míchaná vejce s rajčaty. |
| Skiúfichta (σκιουφιχτά)                           |         | Těstoviny z Kréty, tvarem podobné fileji.                                                                                                   |
| Sfúggato (σφουγγάτο)                              |         | Druh omelety, který můžeme najít na několika ostrovech; z byzantského řeckého slova sfoungato (houbovité).                                  |
| Tsúchté (τσουχτή)                                 |         | Těstoviny, obvykle dlouhé chylopity, s vejcem a sýrem myzéthra. Pokrm z Mani.                                                               |
| Trachanas (τραχανάς)                              |         | Fermentovaná a sušená směs obilí a jogurtu nebo fermentovaného mléka.                                                                       |

## Zeleninové pokrmy
| Jméno                                       | Obrázek | Popis |
| ------------------------------------------- | ------- | --- |
| Ankinares ala Polita (αγκινάρες αλά πολίτα) |         | Artyčoky s olivovým olejem, cibulí, mrkví a bramborami v kastrolu. |
| Arakas me ankinares (αρακάς με αγκινάρες)   |         | Zelený hrášek s artyčoky. |
| Briám (μπριάμ)                              |         | Zapečené ratatouille z letní zeleniny na nakrájených bramborách a cuketě na olivovém oleji. Obvykle zahrnuje lilek, rajčata, cibuli a bylinky a koření.                         |
| Fasolakia (φασολάκια)                       |         | Čerstvé zelené fazolky dušené v rajčatové omáčce. Někdy zahrnuje brambory, mrkev nebo cuketu.                                                                                   |
| Gigantes plaki (γίγαντες πλακί)             |         | Pečené fazole s rajčatovou omáčkou a bylinkami. Často se koření různými paprikami.                                                                                              |
| Grilovaná zelenina (ψητά λαχανικά)          |         | Lehké jídlo. |
| Chorta (χόρτα)                              |         | Vařená zelenina, obvykle podávaná s olivovým olejem a citronem. Někdy podáváme s vařeným bramborem nebo chlebem.                                                                |
| Lachanorizo (λαχανόριζο)                    |         | Zelí s rýží. |
| Prasoryzo (πρασόρυζο)                       |         | Pórek a rýže dušená v citronové šťávě a olivovém oleji. |
| Sparankia (σπαράγκια)                       |         | Vařený chřest. |
| Spanakoryzo (σπανακόρυζο)                   |         | Špenát a rýže dušená v citronové šťávě a olivovém oleji. |
| Tsigaridia (τσιγαρίδια)                     |         | Zelenina vyskytující se hlavně na Jónských ostrovech. |
| Tsigareli (τσιγαρέλι)                       |         | Zelí s čerstvými rajčaty, červenou pikantní paprikou, bramborami a bylinkami jako kopr a petržel. Jídlo z Korfu.                                                                |
| Tsúknidopita (τσουκνιδόπιτα)                |         | Kopřivový koláč s filo pečivem, (ovčím mlékem), máslem a sýrem feta. |
| Gemista (γεμιστά)                           |         | Pečená plněná zelenina. Obvykle rajčata, papriky nebo jiná zelenina jako brambory a cukety, vydlabané a zapečené s rýží a bylinkovou náplní. Do náplně lze použít i mleté maso. |

## Pokrmy z masa a ryb
| Jméno                                                   | Obrázek | Popis |
| ------------------------------------------------------- | ------- | --- |
| Pečené jehněčí s bramborem (αρνί στο φούρνο με πατάτες) |         | Běžné řecké jídlo. Existuje mnoho regionálních variací s dalšími přísadami. |
| Bogana (μπογάνα)                                        |         | Pomalu vařené jehněčí nebo kozí maso s bramborami a rajčaty, z oblasti Argolis. |
| Bifteki (μπιφτέκι)                                      |         | Grilované mleté hovězí maso, ale lze použít i jiné maso (kuřecí, krůtí). |
| Brizola (μπριζόλα)                                      |         | Vepřový nebo hovězí steak. |
| Búrdeto (μπουρδέτο)                                     |         | Rybí pokrm (zřídka maso) z Jónských ostrovů a západního Řecka. |
| Brantada (μπραντάδα)                                    |         | Rybí pokrm z Kyklad. Je podobný brandade. |
| Giúbetsi (γιουβέτσι)                                    |         | Pečené jehněčí v hliněném hrnci s kritharaki (řecké těstoviny vypadající jako risoni nebo orzo). |
| Gyros (γύρος)                                           |         | Makrájené maso (obvykle vepřové nebo kuřecí, zřídka hovězí nebo jehněčí) pečené na rožni, obvykle podávané s omáčkami jako tzatziki a oblohami (rajčata, cibule) na pita chlebu (oblíbené rychlé občerstvení v Řecku a na Kypru).                                                      |
| Kotopúlo me ryzi (κοτόπουλο με ρύζι)                    |         | Kuře s rýží. |
| Kotopúlo methismeno (μεθυσμένο κοτόπουλο)               |         | Kuře marinované v alkoholu (obvykle ouzo nebo pivo). |
| Kreatopita (κρεατόπιτα)                                 |         | Masový koláč s jehněčím, kozím nebo vepřovým mletým masem (nebo jejich kombinací) s rýží a lehkou rajčatovou omáčkou obalený v pečivu zahněteným bílým vínem. Oblíbené jídlo na ostrově Kefalonia.                                                                                     |
| Kleftiko (κλέφτικο)                                     |         | Tento kyperský pokrm v doslovném významu, nazývaný také „exochikó“, je jehněčí pomalu pečené s kostí, nejprve marinované v česneku a citronové šťávě. Často se peče s bramborami. |
| Kokkinisto (κοκκινιστό)                                 |         | „Kokkinisto“ znamená „načervenalé“ a je to rodina dušených mas s rajčaty. |
| Kokoretsi (κοκορέτσι)                                   |         | Pokrm z Balkánu, Turecka a Ázerbájdžánu. |
| Kontosúbli (κοντοσούβλι)                                |         | Podobné kyperské súble. Velké kusy masa vařené na dlouhé grilovací jehle nad dřevěným uhlím. |
| Keftedakia (κεφτεδάκια)                                 |         | Masové kuličky, smažené nebo pečené v troubě, ochucené solí a kořením, typicky oreganem a mátou. Někdo do směsi přidává nastrouhanou mrkev nebo kapii spolu s cibulí. |
| Musaka (μουσακάς)                                       |         | Dušené maso se zeleninou sestávající z (typicky smaženého) lilku, brambor a kořeněného mletého masa. Existují i další méně obvyklé variace, kdy se například místo lilku přidává cuketa. Moderní verzi pokrmu vytvořil řecký šéfkuchař Nikolaos Tselementes ve 20. letech 20. století. |
| Makalo (μακάλο)                                         |         | Různá jídla (obvykle masové kuličky) s česnekovou omáčkou z oblasti Makedonie. |
| Mydia (μύδια)                                           |         | Mušle. |
| Paidakia (παϊδάκια)                                     |         | Grilované jehněčí kotlety s citronem, oreganem, solí a pepřem. |
| Pancetta (πανσέτα)                                      |         | Maso z vepřového bůčku. |
| Pastitsio (παστίτσιο)                                   |         | Zapečený těstovinový pokrm s náplní z mletého, kořeněného mletého masa a zálivkou z bešamelové omáčky. |
| Pastitsada (παστιτσάδα)                                 |         | Dušené maso se zeleninou, tradiční receptura obsahuje pikantní telecí, hovězí nebo drůbeží maso. |
| Pizza (πίτσα)                                           |         | Řecká verze obvykle obsahuje černé olivy, sýr feta, rajčata, papriku a cibuli. |
| Sútzúkakia Smyrneika (σουτζουκάκια σμυρνέικα)           |         | Pikantní podlouhlé karbanátky s kmínem a česnekem podávané v rajčatové omáčce. |
| Hlemýždi (σαλιγκάρια)                                   |         | V Řecku a Itálii se jedí šneci a někdy se dokonce používají do omáček a přelévají se přes různé druhy těstovin. Na Krétě jsou oblíbeným jídlem šneci v rajčatové omáčce. |
| Saboro (σαβόρο)                                         |         | Způsob vaření potravin, kdy se marinují a vaří v octě. Populární je rybí pokrm saboro z Korfu. |
| Sofrito (σοφρίτο)                                       |         | Telecí steak pomalu pečený v omáčce z bílého vína, česneku a bylinek. |
| Suvlaki (σουβλάκι)                                      |         | (Dos: „malý špíz“) Cokoli grilovaného na špízu (jehněčí, kuřecí, vepřové, mečoun, krevety). Nejběžnější je vepřové a kuřecí maso, typicky marinované v oleji, soli, pepři, oreganu a citronu. Také známý jako kalamaki (καλαμάκι).                                                     |
| Spetzofai (σπετζοφάι)                                   |         | Pokrm z venkovských klobás, papriky, cibule a vína. Pochází z hory Pélio. |
| Stifado (στιφάδο)                                       |         | Metoda vaření, z italského stufato. Zvěřina (např. králík), telecí nebo jiné maso; dušené s perličkovou cibulkou, červeným vínem a skořicí. |
| Xifias (ξιφίας)                                         |         | Mečoun je obecně grilovaný. |
| Tonos (τόνος)                                           |         | Tuňák, významný je „Tonos Alonnisou“ (tuňák z Alonnisosu). |
| Tégania (τηγανιά)                                       |         | Smažené vepřové. Může být i kuřecí (Tégania Kotopoulo). |
| Tilichtaria (τυλιχτάρια Πατρινά)                        |         | Pokrm z vepřového masa vyrobený z mletého masa. |

## Dezerty a sladkosti
| Jméno                                                         | Obrázek | Popis |
| ------------------------------------------------------------- | ------- | --- |
| Amygdalopita (αμυγδαλόπιτα)                                   |         | Mandlový dort vyrobený z mletých mandlí, mouky, másla, vajec a cukrářské smetany. |
| Amygdalóta (αμυγδαλωτά)                                       |         | Kulaté sušenky s mandlemi a cukrem. Říká se jim také ergolavi. |
| Baklava (μπακλαβάς)                                           |         | Bohaté, sladké dezertní pečivo vyrobené z vrstev filo plněné nasekanými ořechy a slazené a držené pohromadě sirupem nebo medem. |
| Búgatsa (μπουγάτσα)                                           |         | Pečivo sestávající buď z vanilkového pudinku nebo (slané) sýrové náplně mezi vrstvami fylo. |
| Kopenchagé (κοπεγχάγη)                                        |         | Sladké pečivo z vrstev fylo plněné mandlemi, smetanou a sirupem nebo medem. Pojmenováno na počest Jiřího I. Řeckého. |
| Diples (δίπλες)                                               |         | Vánoční a svatební pochoutka z tenkého plátovitého těsta, které se krájí na velké čtverce a krouživým pohybem se na několik sekund ponoří do hrnce s rozpáleným olivovým olejem. Jak se těsto smaží, ztuhne do spirálovité trubky; pak se ihned vyjme a posype velkým množstvím drcených vlašských ořechů a polyje mede. |
| Fanúropita (φανουρόπιτα)                                      |         | Druh kořenkového chleba s mletým hřebíčkem a skořicí, připomínající spíše sladký chléb než koláč. Peče se obvykle na svátek svatého Fanouria (27. srpna), po kterém je pojmenován. |
| Foinikia (φοινίκια)                                           |         | Základní ingredience pro foinikii jsou různé druhy mouky a másla a také cukr. Existuje mnoho druhů tohoto pokrmu, včetně těch s citrusovou příchutí. |
| Galaktobúreko (γαλακτομπούρεκο)                               |         | Pudink mezi vrstvami fylo. |
| Karydopita (καρυδόπιτα)                                       |         | Jemný ořechový koláč ochucený různým kořením. |
| Kúrkúbinia (κουρκουμπίνια)                                    |         | Malé zaoblené sladkosti se sirupem ze Soluně. |
| Kormos (κορμός)                                               |         | Čokoládový salám. |
| Kúlúrakia (κουλουράκια)                                       |         | Máslové sušenky nebo sušenky z olivového oleje, obvykle pečené na Velikonoce. |
| Kúrabiedes (κουραμπιέδες)                                     |         | Vánoční cukroví vyrobené hnětením mouky, másla a drcených pražených mandlí, poté bohatě posypané moučkovým cukrem. Dá se upéct i na Velikonoce. |
| Lazarakia (λαζαράκια)                                         |         | Lazarakia jsou malé chleby se sladkým kořením, které se připravují v Lazarovovu sobotu, v sobotu, kdy začíná Svatý týden. |
| Lúkúmades (λουκουμάδες)                                       |         | Smažené těstové kuličky, které jsou často kořeněné skořicí a pokapané medem. Oblastně nazývané také tsirichta nebo zvigoi. |
| Mandolato (μαντολάτο)                                         |         | Řecká verze nugátu; můžeme ho najít po celém Řecku, ale speciálně na Jónských ostrovech. |
| Melomakarona (μελομακάρονα)                                   |         | „Medové makaróny“, jsou sušenky namočené v sirupu ze zředěného medu (řecky μέλι nebo meli, tedy melo-makarona), poté posypané drcenými vlašskými ořechy. Obvykle se pečou na Velikonoce a Vánoce. |
| Mélopita (μηλόπιτα)                                           |         | Jablečný koláč se skořicí a moučkovým cukrem. |
| Mústaleuria (μουσταλευριά)                                    |         | Pudink z mouky a hroznového moštu. Obvykle ho můžeme najít na Kypru. |
| Mústokúlúra (μουστοκούλουρα)                                  |         | Sušenky z mouky hnětené s čerstvým hroznovým moštem místo vody. |
| Melitinia (πασχαλινά μελιτίνια)                               |         | Toto sladké sýrové pečivo pochází z Kyklad. Jako náplň se obvykle používá měkký sýr z kozího mléka myzithra, ale jako náhražku lze použít i ricottu. |
| Melekúni (μελεκούνι)                                          |         | Tradiční sladkost z Rhodu s medem, mandlemi a sezamem (status CHOP). |
| Pastafróla (πασταφλώρα)                                       |         | Koláč z křehkého těsta s marmeládovou náplní vyrobený převážně z mouky, cukru a vajec. |
| Portokalopita (πορτοκαλόπιτα)                                 |         | Pomerančový koláč. |
| Pasteli (παστέλι)                                             |         | Pasteli jsou sezamové bonbóny vyrobené ze sezamových semínek, cukru nebo medu lisovaných do tyčinky. |
| Platseda (πλατσέδα)                                           |         | Tradiční sladký koláč (kroucený koláč s ořechy a medem) z Lesbu. |
| Ryzogalo (ρυζόγαλο)                                           |         | Doslova znamená „rýžové mléko“, jedná se o řeckou verzi rýžového nákypu. Běžně posypané skořicí. |
| Roxakia (ροξάκια)                                             |         | Malé zaoblené sirupové sladkosti z oblasti Makedonie. |
| Téganites/Laggites/Lalaggites (τηγανίτες/λαγγίτες/λαλαγγίτες) |         | Starý tradiční dezert; druh smažených palačinek. |
| Tsúreki (τσουρέκι)                                            |         | Velikonoční sladký chléb známý také jako labropsómo (λαμπρόψωμο nebo velikonoční chléb), ochucený „mahlepi“, intenzivně aromatickým extraktem pecky višně turecké. Podle velikonoční tradice se běžně zdobí mandlovými lupínky a červeně obarvenými vejci.                                                               |
| Basilopita (βασιλόπιτα)                                       |         | Koláč svatého Basila nebo králův koláč, tradičně připravovaný na Nový rok. Basilopita se často pečou s mincí uvnitř a má se za to, že ten kdo na ni narazí má do nového roku Boží požehnání. |
| Přecezený jogurt s medem (γιαούρτι με μέλι)                   |         | Často se přidávají vlašské ořechy. |

## Sýry
V regionech Řecka se vyrábí široká škála sýrů. Naprostá většina z nich je mimo Řecko neznámá. Mnoho řemeslných ručně vyráběných sýrů, běžných odrůd i místních specialit se vyrábí na malých rodinných farmách po celém Řecku a nabízí odlišné chutě. Zde jsou některé z nejpopulárnějších:
| Jméno                                   | Obrázek | Popis |
| --------------------------------------- | ------- | --- |
| Anebato (ανεβατό)                       |         | Krémový sýr z oblasti Makedonie. |
| Anthotyros (ανθότυρος)                  |         | Tradiční čerstvý a květinový sýr. Existují suché i čerstvé druhy. |
| Formaella (φορμαέλλα)                   |         | Tvrdý sýr vyráběný výhradně v Arachově v Řecku. Je známý a od roku 1996 registrovaný v Evropské unii se statusem CHOP. |
| Feta (φέτα)                             |         | Feta je bílý slaný řecký sýrový plátek vyráběný z ovčího nebo kozího mléka. |
| Grabiera (γραβιέρα)                     |         | Grabiera je jedním z nejoblíbenějších sýrů na Krétě. Jedná se o tvrdý sýr světle žluté barvy a lehce nasládlé a ořechové chuti. Krétská verze (existují i grabiery vyráběné jinde: Naxos, Agrafa atd.) se vyrábí z ovčího mléka, případně ovčího mléka s malým množstvím kozího mléka. |
| Kaseri (κασέρι)                         |         | Kaseri je středně tvrdý světle žlutý sýr vyráběný z nepasterizovaného ovčího mléka s velmi malým, pokud vůbec nějakým, přimíchaným kozím mlékem. |
| Kefalotyri (κεφαλοτύρι)                 |         | Kefalotyri nebo kefalotiri je tvrdý, slaný žlutý sýr vyráběný z ovčího nebo kozího mléka v Řecku a na Kypru. |
| Kefalograbiera (κεφαλογραβιέρα)         |         | Kefalograbiera je tvrdý sýr obvykle vyráběný z ovčího mléka nebo směsi ovčího a kozího mléka. |
| Kopanisté (κοπανιστή)                   |         | Slaný pikantní sýr vyráběný na Kykladách. |
| Ladotyri Mytilénés (λαδοτύρι Μυτιλήνης) |         | Sýr vyráběný z ovčího mléka nebo ze směsi ovčího a kozího mléka, přičemž podíl ovčího a kozího mléka by neměl překročit 30 %. |
| Melichlóro (Μελίχλωρο)                  |         | Místní sýr z ostrova Lemnos. |
| Myzéthra (μυζήθρα)                      |         | Myzéthra je čerstvý sýr vyráběný z mléka a syrovátky z ovcí nebo koz. Poměr mléka a syrovátky je obvykle 7 ku 3. |
| Manúri (μανούρι)                        |         | Manúri je řecký poloměkký, čerstvý bílý syrovátkový sýr vyráběný z kozího nebo ovčího mléka jako vedlejší produkt po výrobě fety. Vyrábí se především v Thessalii a Makedonii ve středním a severním Řecku.                                                                            |
| Mastelo (μαστέλο)                       |         | Sýr z kravského mléka z Chiosu. |
| Metsobone (μετσοβόνε)                   |         | Metsobone je polotvrdý uzený těstovinový sýr filata vyráběný v oblasti Metsovo. Metsobone má od roku 1996 evropský status CHOP. Metsobone se vyrábí z kravského mléka nebo směsi kravského a ovčího nebo kozího mléka. Vyrábí ho Arumuni z Metsova.                                    |
| San Michalé (σαν μιχάλη)                |         | Sýr z kravského mléka ze Syrosu. |

## Nápoje
| Jméno                                  | Obrázek | Popis |
| -------------------------------------- | ------- | --- |
| Commandaria (κουμανδαρία)              |         | Fortifikované víno popsané Hésiodem ve starověku, vyráběné na Kypru a používané při svatém přijímání. |
| Pivo (μπύρα)                           |         | Mezi běžné značky patří Vergina, Heineken, Amstel, Zeos, Mythos, Alfa Hellenic Lager, Fix, Henninger a Kaiser, z nichž všechny jsou vyráběny místními společnostmi nebo na základě licence.                                                                                 |
| Řecká káva (ελληνικός/τούρκικος καφές) |         | Turecká káva, vařená v malém hrnci s dlouhou rukojetí (briki, μπρίκι) za použití velmi jemně mletých kávových zrn. Podává se nefiltrovaná, často se sklenicí vody. |
| Řecké frappé (καφέ φραπέ)              |         | Nápoj pokrytý pěnou získaný z instantní kávy sušené rozprašováním, který se konzumuje za studena. |
| Kitron (κίτρον/κίτρο)                  |         | Citronový likér vyráběný na ostrově Naxos. |
| Kumquat (κουμκάτ)                      |         | Likér, oblíbený na Korfu. |
| Mastichato (μαστιχάτο)                 |         | Mastichato je likér ochucený mastichou, pryskyřicí získanou z mastichy, malého stálezeleného stromu pocházejícího z ostrova Chios. |
| Maurodafné (μαυροδάφνη Πατρών)         |         | Sladké, likérové, červené víno s vyšším obsahem alkoholu než normálně. Toto dezertní víno pochází z města Patras. |
| Metaxa (μεταξά)                        |         | Značka sladké pálenky, obsah alkoholu 40 %. |
| Ouzo (ούζο)                            |         | Čirý alkoholický nápoj, který je ochucený anýzem; vodou nebo ledem se zbarví do mléčně bílé. |
| Retsina (ρετσίνα)                      |         | Bílé víno s borovou pryskyřicí; specialita oblíbená v severním Řecku a Soluni. |
| Tentúra (τεντούρα)                     |         | Likér s příchutí skořice z Patry. |
| Tsikúdia (τσικουδιά)                   |         | Alkoholický nápoj, voňavá pálenka z hroznových výlisků krétského původu, která obsahuje 25 % až 32 % objemu alkoholu. Tsikúdia se někdy nazývá raké, (ρακή), z arabského slova arak, což znamená destilovaný.                                                               |
| Tsipúro (τσίπουρο)                     |         | Často domácí, čirý nápoj vyráběný z hroznových výlisků, často s vyšším obsahem alkoholu a obvykle neochucený bylinkami. Pro svou tsipúradiku je dobře známé město Volos ve středním Řecku. V Thesálii se tsipúro vždy ochucuje anýzem. Tsipúro se často nazývá raki (ρακί). |
| Zibania (ζιβανία)                      |         | Kyperská pálenka z výlisků vyrobená destilací směsi hroznových výlisků a místních suchých vín vyrobených z hroznů xynisteri a mavro. |
| Řecké víno (ελληνικό κρασί)            |         | Nejběžnější nápoj v Řecku. Legenda tvrdí, že víno bylo poprvé vyrobeno na ostrově Ikaria. |